# Ellips förlag
Ellips förlag är ett finländskt bokförlag som ger ut svenskspråkig poesi, kortprosa och essäistik. Förlaget bildades 2010 av Metha Skog och Ralf Andtbacka och drivs sedan 2011 av Föreningen E r.f. Förlaget var en av mottagarna av Finlandspriset 2013.

## Utgivning
Författare som utkommit på Ellips förlag är (2020):
- Ralf Andtbacka
- Berndt Berglund
- Johanna Boholm
- Elsa Boström
- Tatjana Brandt
- Eva-Stina Byggmästar
- Blaise Cendrars
- Agneta Enckell
- Henrik Jansson
- Kennet Klemets
- My Lindelöf
- Gurli Lindén
- Peter Mickwitz
- Ulrika Nielsen
- Uladzimir Njakljajeu
- Mikaela Nyman
- Henrika Ringbom
- Susanne Ringell
- Oscar Rossi
- Helena Sinervo
- Metha Skog
- Matilda Södergran
- Nalle Valtiala